# Robert Goldsborough
Robert Goldsborough, född 3 oktober 1937 i Chicago, är en amerikansk journalist och deckarförfattare som är mest känd för att ha fortsatt skriva romaner om detektiven Nero Wolfe som författaren Rex Stout (1886-1975) skapade 1934.
Den första av Goldsboroughs Nero Wolfe-deckare skrevs ursprungligen privat till författarens mor redan 1978. För när modern läste Rex Stouts dödsruna 1975 sade hon klagande: "Nu blir det inga fler Nero Wolfe-böcker", varpå Goldsborough skrev en Wolfe-berättelse som modern fick i julklapp år 1978. I mitten av 1980-talet fick Goldsborough tillåtelse av Stouts dödsbo att publicera boken. Sex till följde mellan åren 1987 och 1994. Kritiken var i allmänhet positiv. Efter ett 18 år långt uppehåll återvände Goldsborough till att skriva om Nero Wolfe. 2012 kom boken Archie Meets Nero Wolfe som avslöjar hur Nero Wolfe och Archie Goodwin träffades. Den följdes 2014 av Murder in the Ball Park. 
Goldsboroughs bok från 2005 utspelar sig 1938 i Chicago med reportern Steve "Snap" Malek i huvudrollen. Maleks fortsatta äventyr skildras i Shadow of the Bomb från 2006 och tre ytterligare böcker.